# Névleges igazgató
A névleges igazgató fogalma elsősorban az offshore cégek világából ismert, ahol a valódi igazgató szeretné elfedni a kilétét. Ebben az esetben a névleges igazgató csak megbízást teljesít és papíron válik a cég igazgatójává, a döntéseket a névleges igazgató meghatalmazása útján továbbra is a cég valódi igazgatója hozza.
Természetesen lehetőség van arra is, hogy csak a névleges igazgató neve és aláírása szerepeljen minden papíron, ebben az esetben viszont értelemszerűen minden iratot el kell juttatni a névleges igazgató részére, aki valamilyen díjazásért cserébe vállalja az iratok aláírását a valódi igazgató helyett.
Az igazgató(k) olyan személy(ek), aki(k) felelős(ek) a társaság üzleti politikájáért, így aláírják az üzleti szerződéseket, bankszámlanyitási formulát stb. Az igazgatókat legtöbb esetben a részvényesek választják, de néha határozat útján nevezik ki őket. A cégnek egy vagy több igazgatója lehet. Az igazgató lehet magánszemély vagy cég.